# Olland (plaats)
Olland is een dorp in de Nederlandse gemeente Meierijstad in de provincie Noord-Brabant. Op 1 januari 2023 telde Olland 1.090 inwoners, op een oppervlakte van 8,81 km². Olland omvat naast het dorp ook het gehucht Houthem. De plaats ligt in het dal van de Dommel. De Ollandse Waterloop, een zijbeek van de Dommel, loopt langs het dorp. De voormalige Spoorlijn Boxtel - Wesel, ook Duits lijntje genaamd, doorkruist het buitengebied ten noordwesten van het dorp.
Na Sint-Oedenrode was dit het tweede dorp dat een zelfstandige parochie werd op het grondgebied van de gemeente, dit gebeurde in 1865.

## Etymologie

### Dorpsnaam
De naam 'Olland' is mogelijk afgeleid van 'Onlant', wat 'slechte grond' betekent.

### Straatnamen
Slophoosweg - de naam "slophoosweg" is afgeleid van een veld met de naam "de slophoos". Het is een verbastering van het woord "Slaaphuis", een andere benaming voor herberg.

Horst - afgeleid van een veld met de naam "horst" ingeklemd tussen de huidige straat horst en de boxtelseweg. Een horst is een wat hoger gelegen en ruiger deel in een heigebied. 

Stok - afgeleid van een veld met de naam "stok" ingeklemd tussen duitslijntje en hofstad.

Roest - afgeleid van een veld met de naam "de roest" ter hoogte van de huidige straat roest.

Schootsedijk - afgeleid van een veld met de naam "schoot" ter hoogte van de huidige straat schootsedijk.

## Geschiedenis

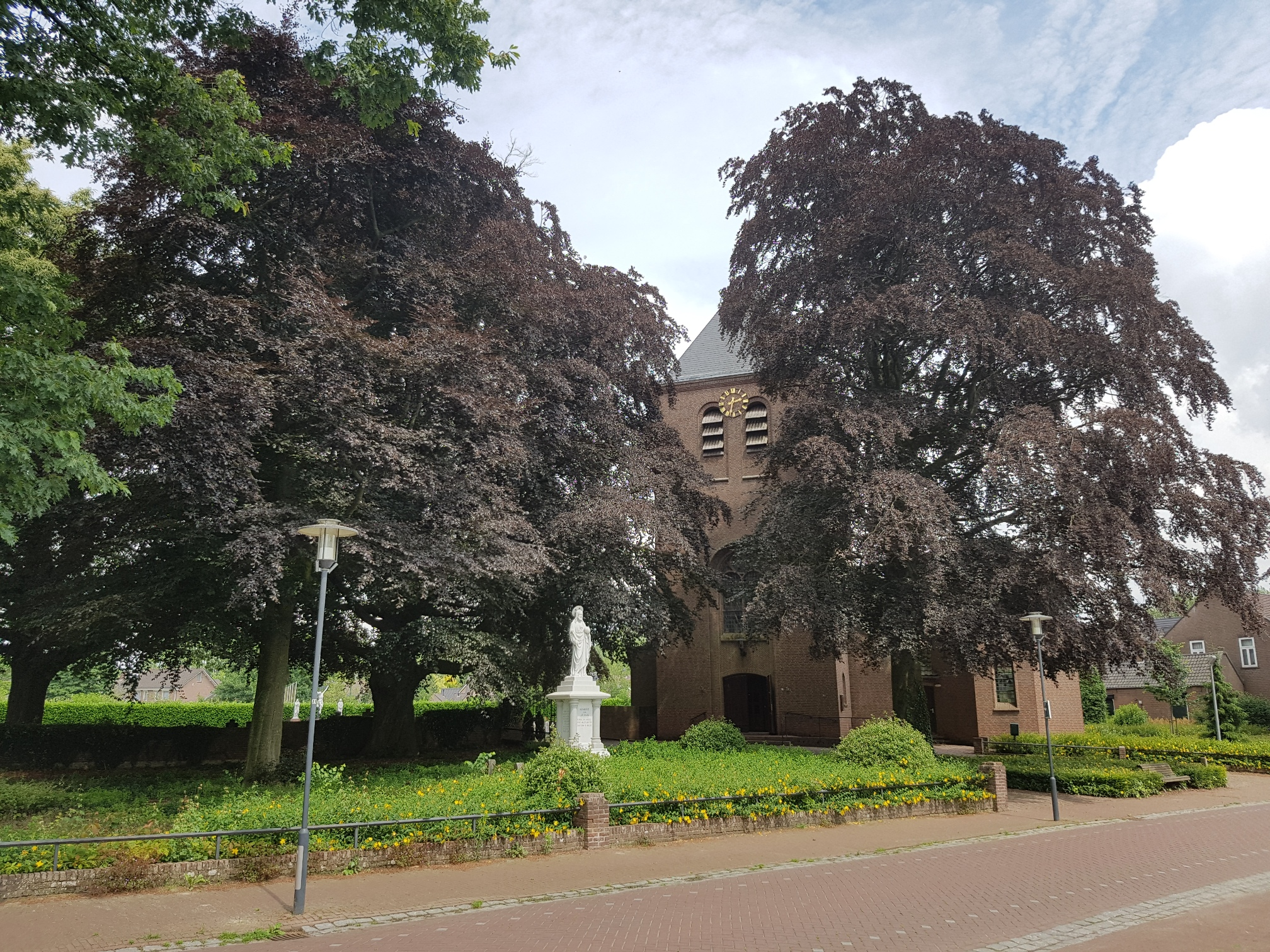
Sint-Martinus kerk Olland

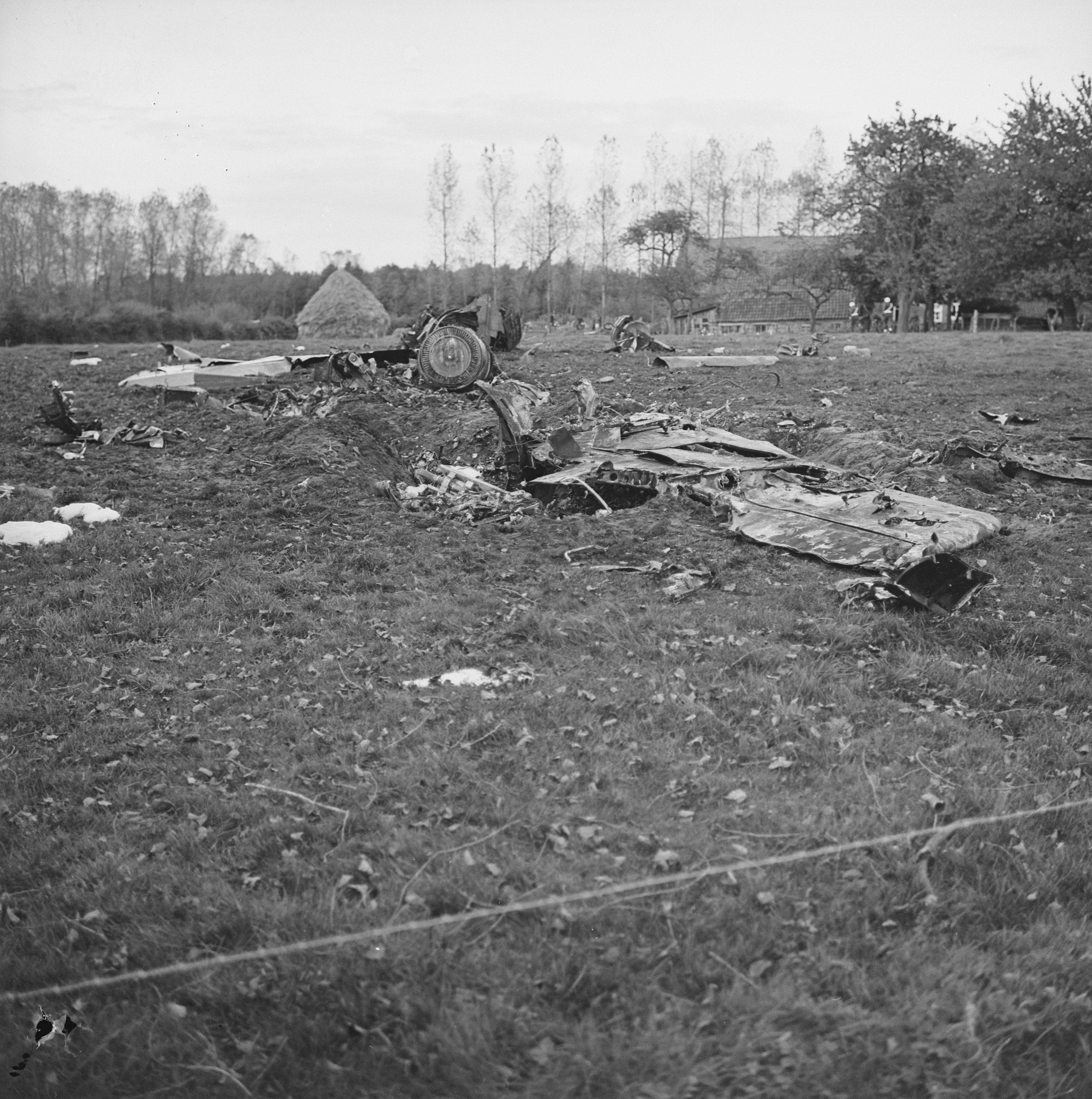
Ongeval thunderstreaks

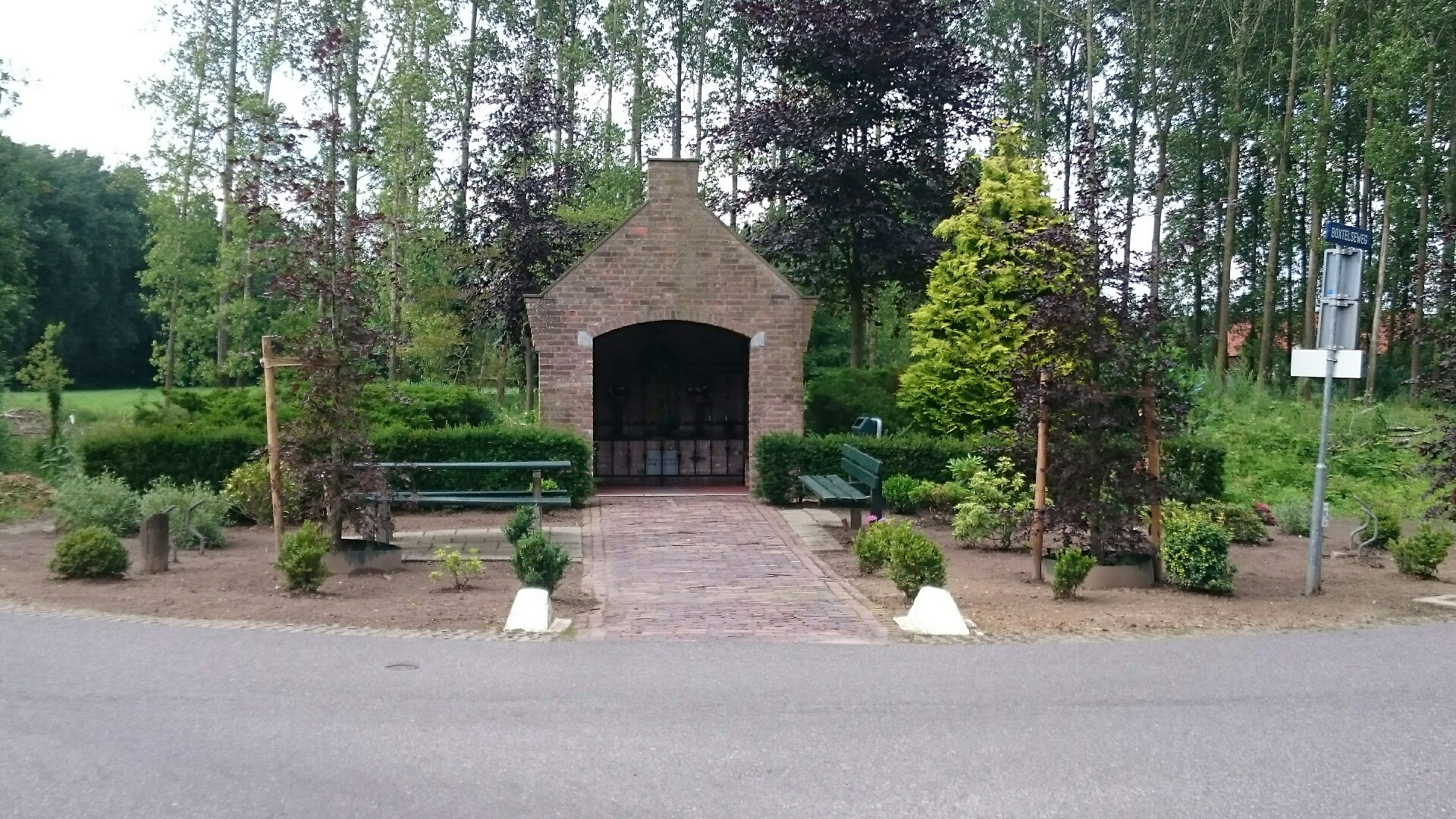
Petrus kapel

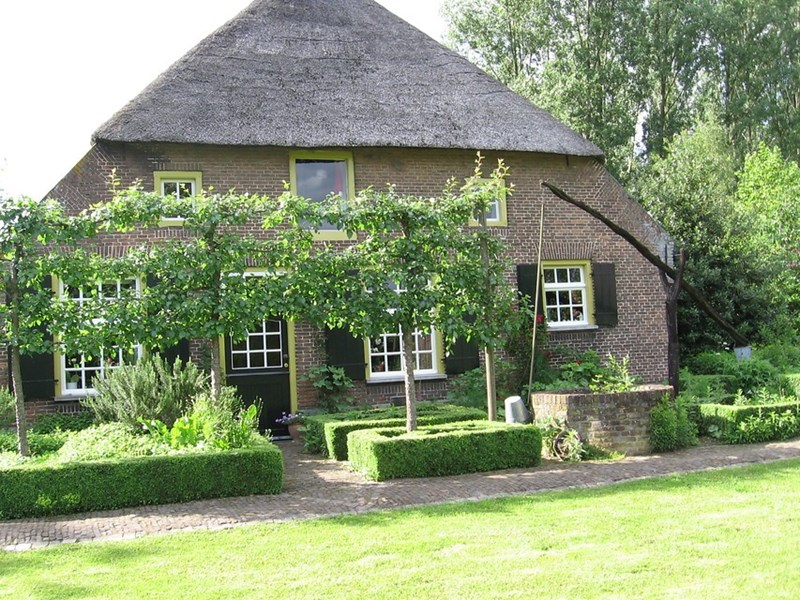
Boelaarshoeve

In de middeleeuwen was er geen sprake van een kern zoals tegenwoordig. Er waren slechts een aantal verspreide boerderijen in een gebied dat bekendstond als de 'Bodem van Elde'. Bestuurlijk en kerkelijk was dit gebied verdeeld onder diverse plaatsen en parochies. In 1314 kregen de bewoners gemeenterechten van Jan III van Brabant. In 1462 werd ook pootrecht verleend. Tegenover het recht om bomen te planten stond de betaling van een zogenaamde 'houtschat'. De Bodem van Elde werd in 1802 over diverse gemeenten verdeeld, en wel Liempde, Sint-Michielsgestel, Schijndel en Sint-Oedenrode.
In de 19e eeuw groeide de wens om een zelfstandige parochie op te richten. In 1865 werd de Sint-Martinuskerk ingewijd en was de wens werkelijkheid geworden. De kerk werd in 1944 echter door de bezetter opgeblazen, waarna in 1951 een nieuwe kerk tot stand kwam, die ook nu nog bestaat.
In de ochtend van 14 oktober 1963 botsten 2 Thunderstreak straaljagers boven een weiland tegen elkaar. De formatie van drie toestellen was vertrokken vanaf vliegbasis Eindhoven. Een toestel explodeerde tijdens de val waarbij de piloot van het toestel om het leven kwam. Het andere toestel kwam brandend neer, de piloot kon het toestel tijdig met de schietstoel verlaten.

## Bezienswaardigheden
- De Sint-Petruskapel is opgericht in 1990 ter gelegenheid van het 125-jarig bestaan van de parochie. Ze staat op de plaats waar eerder ook al een naar Sint-Petrus vernoemde kapel stond. Deze was er al voor 1466 en werd toen vanuit Boxtel bediend. In 1466 werd te Olland een klein Kartuizerklooster opgericht, van waaruit in het vervolg de kapel bediend werd. De grond waarop het klooster stond was geschonken door kanunnik Ludolph van der Water. Later vertrokken de monniken naar Vught, aangezien de bodem in Olland te moerassig was. Vanaf 1670 werd de kapel gebruikt als school, om in 1871 te worden gesloopt.
- De Sint-Martinuskerk, van 1950 is centraal in het dorp gesitueerd. De kerk is op 10 november 2018 met een laatste eucharistieviering aan de eredienst onttrokken.
- De Boelaars-Hoeve is een historische langgevelboerderij aan de Slophoosweg, op de plaats waar al in 1555 een hoeve heeft gestaan. Sedert 2006 is dit een biologische boerderij met onder meer een heem-en kruidentuin en een bakhuis, waarin op ambachtelijke wijze brood wordt gebakken. Verder worden oude landbouwwerktuigen tentoongesteld en is er een bezoekersruimte. In de schaapskooi op het erf is het Damiaancentrum Nederland gevestigd, dat eveneens in 2006 begon. Het is voortgekomen uit het erfgoed van de Paters van de Heilige Harten van Jesus en Maria, die in Sint-Oedenrode een klooster en een seminarie bezat. Het centrum is bedoeld als een plaats voor bezinning, en staat op de plaats waar ooit een schuurkerk is geweest, en vlak bij de plaats waar het kartuizerklooster heeft gestaan. Zie ook Lijst van gemeentelijke monumenten in Olland
- In mei 2012 werd een monument onthuld dat de Kartuizer monniken herdenkt. Het monument betreft een zwerfkei met daarop de tekst: "zwijgzaam nabij vloeit tijdloos de stroom, hier huisde kartuizers een wijle, in sobere stilte en innig bezinnen, dichter tot god". Het monument dat ontworpen is door kunstenares Pien Storm van Leeuwen, en bevindt zich aan het Hoefje. Het biedt voorbijgangers de mogelijkheid een moment van rust te nemen, te genieten van de natuur, en om de gedachten de vrije loop te laten.

## Natuur en landschap

#### Omgeving
Olland ligt in het Dommeldal, terwijl een zijbeek, de Ollandse Waterloop, langs het dorp loopt.
Het dorp maakt deel uit van nationaal landschap "Het Groene Woud" en ligt in een landbouwgebied dat betrekkelijk kleinschalig is, met populierenrijen en soms kleine stukjes bos. Naar het zuiden toe gaat dit over in het Dommeldal, terwijl het gebied naar het noorden toe overgaat in een grootschalige heide-ontginning, 'Rooise Heide' genaamd. In het noordwesten ligt het natuurgebied De Geelders en aangrenzende bosgebieden.

#### D'n Ollandse Beuk
Een enorme beuk naast de kerk in Olland is aangemerkt als wereldboom door de gelijknamige stichting. De Latijnse naam voor deze rode beuk is Fagus sylvatica ‘purpurea’. De beuk en zijn omstanders staan bij de kerk van Olland aan de Pastoor Smitsstraat 44 in Sint-Oedenrode. De beuken rond de kerk vormen het hart van Olland en zijn van ver te zien. De beuken hebben het opblazen van de Martinuskerk door de Duitse bezetter overleefd. De beuk is rond 1850 ontstaan en is op leeftijd, de beuk heeft een goede levensverwachting met de juiste maatregelen tegen de houtrot veroorzakende reuzenzwam en de juiste verzorging. De omtrek van de boom op 1,40 meter hoogte is ongeveer 4,75 meter.

## Cultuur

##### Multifunctionele accommodatie De Loop'r
In 2013 werd Multifunctionele accommodatie (MFA) De Loop'r geopend aan de Pastoor Smitsstraat 40. Het gebouw beschikt onder andere over een barzaal en foyer, grote zaal, kleine zaal, vergaderruimte en jeu de boules baan. Daarnaast zijn in het gebouw onder andere een basisschool, kinderopvang en fysiotherapie gehuisvest.

##### De Ollandse dorpskapel
De Ollandse dorpskapel is opgericht in 1981 door Ad Huibers, Will Markus en Toon Schuurmans nadat Jaske Leenderts hen erop heeft geattendeerd om eventueel een kapel op richten.De kapel treedt onder andere op bij feesten en evenementen.

##### Verenigingen
- Wandelsportvereniging De Ollandse Lange Afstands Tippelaars (OLAT) is een zeer actieve vereniging uit Sint-Oedenrode, die onder meer het Airbornepad Market Garden heeft uitgezet.
- Voetbalvereniging Ollandia,[9] opgericht 1 juni 1956
- Korfbalvereniging Odisco
- Buurtvereniging ’t Keerpunt
- Buurtvereniging Neij Buurt
- Buurtvereniging De Pleintrekkers
- Buurtvereniging D’n Achterhoek

##### Evenementen
- Ollend dreijt dur (jaarlijks terugkerend)
- Wannuh Klets (jaarlijks terugkerend)
- De bonte avonden (jaarlijks terugkerend)

##### Carnaval
Olland wordt tijdens carnaval omgedoopt tot Lolland.

##### Ollandse vrijwilligersprijs De Beuk
Deze onderscheiding is bestemd voor een inwoner van Olland die zich buitengewoon verdienstelijk heeft gemaakt voor de Ollandse gemeenschap maar daarvoor geen Koninklijke Onderscheiding of de gemeentelijke Penning van Verdienste heeft gekregen. De prijs bestaat uit een speld in de vorm van een beukenblad en een oorkonde. Ook is een ketting met de afbeelding van een beukenblad beschikbaar. De speld is gemaakt door Ad Roche.
Onderscheiden personen:
- Jaske Leenderts,  uitgereikt 24 mei 2008
- Jeanne van Oirschot – van de Sande, uitgereikt 2 december 2009
- Cor van Roosmalen,  uitgereikt 16 maart 2013
- Rozé van Weert, uitgereikt 12 juli 2015
- Harrie Heerkens, uitgereikt 3 september 2017

##### Dorpslied
Olland heeft een dorpslied.

tekst:

Waar staat de kerk ver van de kroeg, feesten ze door tot 's morgenvroeg?

Hier in Olland, hier in Olland

Waar is het werken zeer gewild, zolang men zich maar niet vertild.

Hier in Olland, hier in Olland.

Woar maakt het nie uit wa ge bent, en knappe vrouw of lelijke vent.

Hier in Olland.

Refrein:

Drink, lach, zing leef je leven helemaal.

Drink, lach, zing want je leeft maar ene maal

Drink lach zing, het mag morgen in de krant.

Carnaval, da vierde het best te in Olland

Waar speelt de dorpskapel vol vuur, en spettert het vet in de frituur.

Hier in Olland, hier in Olland.

Waar wordt de hele straat versierd als er een bruiloft wordt gevierd.

Hier in Olland, hier in Olland

Waar klopt het hart van carnaval, zoals het nergens kloppen zal

Hier in Olland.

Refrein.

## Bestuurlijk
Per 1 januari 2017 maakt Olland deel uit van de gemeente Meierijstad. Olland heeft een dorpsraad die de belangen van de inwoners behartigt richting gemeente, overheid en semi-overheid.

## Trivia
- Olland beschikt sinds 2018 over een twee minibibliotheken: een minibibliotheek in Multifunctionele Accommodatie De Loop'r en een op het dorpsplein.[11]
- In 2018 koos 85% van de adressen in het buitengebied van Olland voor de aanleg van een glasvezelverbinding. Daarmee beschikt Olland in 2019 over het meest verglaasde buitengebied van Gemeente Meierijstad.[12]

## Naburige kerkdorpen
- Sint-Oedenrode, Liempde, Boskant, Boxtel.

## Foto's

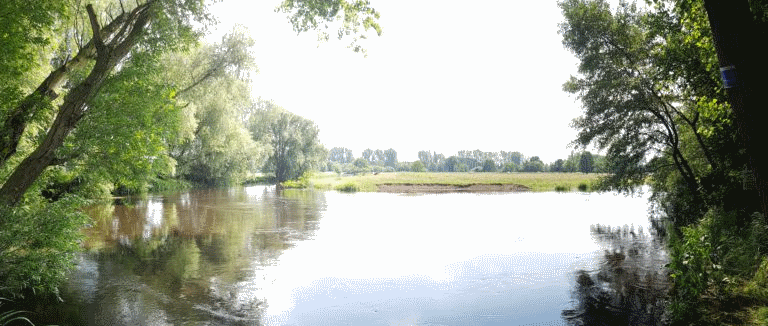
Dommel Olland
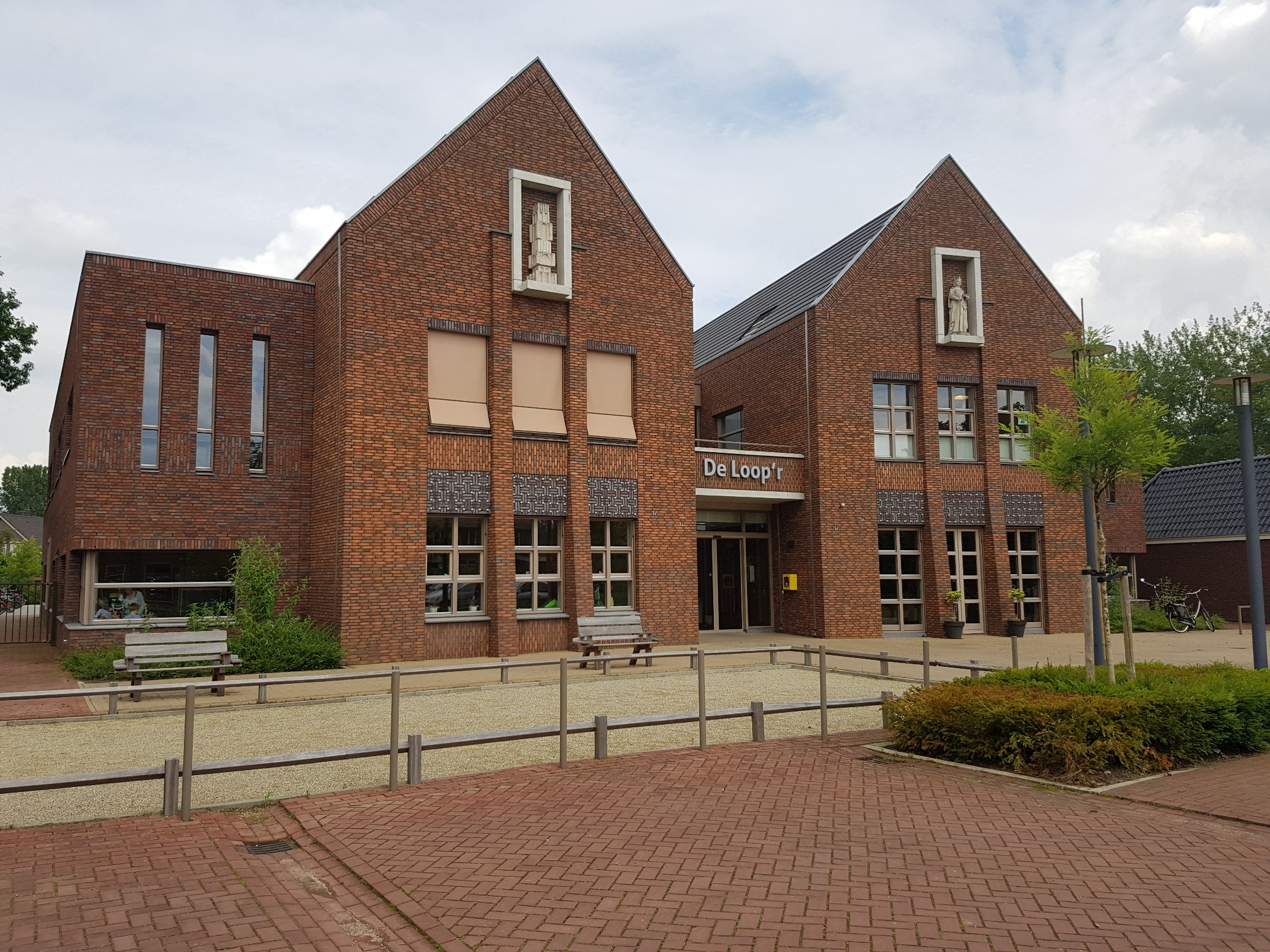
MFA de Loop'r

Woonplaatsen: Erp · Schijndel · Sint-Oedenrode · Veghel

Dorpen: Boerdonk · Boskant · Eerde · Keldonk · Mariaheide · Nijnsel · Olland · Wijbosch · Zijtaart

Bedrijventerreinen: De Amert · De Dubbelen · Doornhoek · Oude Haven      Havengebied: Veghel-Haven

Buurtschappen: Achterste Hermalen · Beukelaar · Bolst · Borne · Bus · De Bus (Schijndel) · De Bus (Sint-Oedenrode) ·  De Haag · Dijk · Dorshout · Driehuizen · Eerschot · Elde · Everse · Ham · Havelt · Hazelberg · Hermalen · Het Schoor · Heuvel · Heuvelberg · Hoek · Hoeves · Hoogebiezen · Houterd · Hurkske · Jekschot · Kapeleind · De Kempkens · Kilsdonk · Koevering · Kraanmeer · Kremselen · Lagebiezen · De Laren · Lieseind · Looieind · Meijldoorn · Middegaal · Morsche Hoef · Mosbulten · Oetelaar · Rijkerbeek · Vernhout · Zondveld · Zwijnsbergen

Noord-Brabant: Steden en dorpen      Nederland: Provincies · Gemeenten